# 유광 (제남도왕)
제남도왕 유광(濟南悼王 劉廣, ? ~ 153년)은 후한 후기의 황족이자 제후왕이다.

## 생애
영건 3년(128년),아버지 희왕의 뒤를 이어 제남왕에 봉해졌다.
영흥 원년(153년)에 죽어 시호를 도라 하였고, 아들이 없어 봉국은 폐지되었다.

## 출전
- 범엽, 《후한서》 권6 효순효충효질제기·권42 광무십왕열전

## 가계
- 제남희왕 유현 (아버지)
  - 제남도왕 유광
  - 낙성정후 유문(樂城亭侯 劉文) (동생)

| 선대 아버지 제남희왕 유현 | 후한의 제남왕 128년 - 153년 5월 정유일 | 후임 (21년 후) 유강 |